# Entrambasaguas (Guntín)
Entrambasaguas (llamada oficialmente Santiago de Entrambasaugas) es una parroquia española del municipio de Guntín, en la provincia de Lugo, Galicia.

## Otras denominaciones
La parroquia también es conocida por el nombre de Santiago de Entrambasaguas.

## Organización territorial
La parroquia está formada por trece entidades de población:

### Entidades de población
Entidades de población que forman parte de la parroquia:
- Bertamil
- Eirexe (A Eirexe)
- Foxoiro (O Foxorio)
- Gandarén (Gondarén)
- Martín
- Outeiro
- Penela
- Pereiro (O Pereiro)
- Río
- Sear
- Xoaine

### Despoblados
Despoblados que forman parte de la parroquia:
- Devesa (A Devesa)
- Sanfiz (San Fiz)

## Demografía
| Gráfica de evolución demográfica de Entrambasaguas entre 2000 y 2020 |
|                                                                      |
| Datos según el nomenclátor publicado por el INE.                     |